# Shelby (álbum)
Shelby es el álbum de estudio debut del rapero estadounidense Lil Skies. Fue lanzado el 1 de marzo de 2019 a través de Atlantic Records. El álbum incluye apariciones especiales de Gucci Mane, Gunna y Landon Cube. Shelby debutó en el número cinco en el Billboard 200 de EE. UU.

## Antecedentes
Foose reveló el título y la portada del álbum a través de Twitter el mismo día que se lanzó el álbum. Skies dedicó este álbum a su madre, quien aparece en el título y la portada del álbum. Describe los tiempos difíciles que ha atravesado con la ayuda de sus fans.

## Singles
El 31 de enero de 2019, Skies lanzó el sencillo principal del proyecto, "Name in the Sand". Al día siguiente, subió el video musical oficial a YouTube. El 1 de marzo de 2019, "I" fue lanzado como segundo sencillo. Debutó en el número 39 en el Billboard Hot 100, convirtiéndose en el sencillo de mayor audiencia en la carrera de Skies.

## Desempeño comercial
Shelby debutó en el número cinco en la lista estadounidense Billboard 200, ganando 54,122 unidades equivalentes a álbumes (con 6,032 en ventas de álbumes puros) en su primera semana. Este se convirtió en el segundo álbum entre los diez primeros de Skies en la lista. El álbum también acumuló un total de 68,609,096 transmisiones de audio bajo demanda esa semana.

## Listado de pistas
| N.º | Título                                    | Productor(es) | Duración |  |
| 1.  | «I»                                       | Danny Wolf    | 3:01     |  |
| 2.  | «Bad Girls» (featuring Gucci Mane)        | Danny Wolf    | 3:39     |  |
| 3.  | «Breathe»                                 | Based1        | 2:34     |  |
| 4.  | «Nowadays, Pt. 2» (featuring Landon Cube) | Danny Wolf    | 3:41     |  |
| 5.  | «Flooded»                                 | Based1        | 1:55     |  |
| 6.  | «Blue Strips»                             | Based1        | 3:27     |  |
| 7.  | «Stop the Madness» (featuring Gunna)      | Based1        | 4:14     |  |
| 8.  | «Ok 4 Now»                                | Danny Wolf    | 2:44     |  |
| 9.  | «When I'm Wasted»                         | CashMoneyAP   | 3:21     |  |
| 10. | «Mansion»                                 | Cris Dinero   | 2:33     |  |
| 11. | «Through the Motions»                     | Menoh Beats   | 3:10     |  |
| 12. | «Highs and Lows»                          | CashMoneyAP   | 2:54     |  |
| 13. | «Name in the Sand»                        | Menoh Beats   | 2:48     |  |
| 14. | «No Rainy Days»                           | Menoh Beats   | 2:55     |  |

## Posiciones
| 2019                                    | Máxima posición |
| --------------------------------------- | --------------- |
| Australia (ARIA)                        | 20              |
| Austria (Ö3 Austria)                    | 56              |
| Bélgica (Ultratop flamenca)             | 57              |
| Canadá (Billboard Canadian Albums)      | 7               |
| Países Bajos (Album Top 100)            | 11              |
| Irlanda (IRMA)                          | 25              |
| Latvian Albums (LAIPA)                  | 3               |
| Lithuanian Albums (AGATA)               | 5               |
| New Zealand Albums (RMNZ)               | 21              |
| Suecia (Sverigetopplistan)              | 27              |
| Suiza (Schweizer Hitparade)             | 93              |
| Reino Unido (UK Albums Chart)           | 30              |
| Estados Unidos (Billboard 200)          | 5               |
| Estados Unidos (Top R&B/Hip-Hop Albums) | 2               |
| Estados Unidos (Top Rap Albums)         | 2               |